# تضعیف
تضعیف در علم فیزیک یا در بعضی متون دیگر به معنی کاهش تدریجی شدت شارش در طول محیط واسط است. برای مثال شیشه‌های سیاه نور خورشید را تضعیف می‌کنند سرب، اشعه‌های ایکس را تضعیف می‌کند و جو زمین در نرخ‌های تضعیف متفاوت هم نور و هم صدا را تضعیف می‌کند. محافظان شنوایی به کاهش جریان صوتی در جاری شدن در گوش‌ها کمک می‌کنند این پدیده تضعیف صوتی نامیده شده و برحسب دسی بل (db) اندازه‌گیری می‌شود. در مهندسی برق و مخابرات، تضعیف بر انتشار امواج و سیگنال‌ها در مدارات الکتریکی و فیبرهای نوری و در هوا تأثیر می‌گذارد. تضعیف‌کننده‌های الکتریکی و نوری اجزا به‌طور معمول ساخته شده در این زمینه هستند.

## سابقه

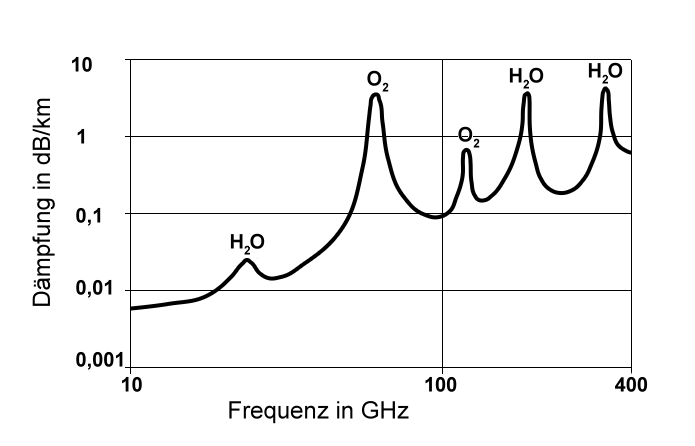
Frequency-dependent attenuation of electromagnetic radiation in standard atmosphere.

در بسیاری از موارد، تضعیف یک تابع نمایی از طول مسیر در سر تا سر محیط واسطه است. در طیف بینی شیمیایی این به عنوان قانون بیر-لامبرت شناخته شده‌است. در مهندسی، تضعیف معمولاً در واحدهای دسی بل در واحد طول واسطه اندازه‌گیری می‌شود. (db/cm , db/km , غیره) و با ضریب تضعیف محیط واسطه در سؤال نشان داده می‌شود. در زلزله‌ها نیز تضعیف رخ می‌دهد. وقتی که امواج مرتعش در فاصله‌ای دورتر از مرکز زمین لرزه حرکت می‌کنند از آنجا که توسط زمین، تضعیف می‌شوند، کوچکتر می‌شوند.

## فراصوت
یکی از زمینه‌های تحقیق که تضعیف، شدیداً به حساب می‌آید، فیزیک فراصوت است. تضعیف در فراصوت، کاهش دامنهٔ پرتو موج فراصوت در قالب تابعی از فاصلهٔ سرتاسر محیط واسطهٔ تمثالی است. محاسبات برای تأثیرات تضعیف در فراصوت مهم است از آنجا که یک دامنهٔ سیگنال کاهش یافته می‌تواند در کیفیت تصویر تولید شده اثر بگذارد. با شناخت تضعیفی که یک پرتو فراصوت در سفر در طول واسطه تجربه می‌کند، یک شخص می‌تواند دامنهٔ سیگنال را جهت جبران برای هر کاهش انرژی، مطابق با ژرفای تمثالی مطلوب، تنظیم کند.
- اندازه‌گیری تضعیف فراصوت در سیستم‌های ناهمگن، مثل امولسیون (ذرات چربی در شیر و آب) یا کلوییدها (سریشمی) اطلاعاتی را در توزیع اندازه‌های ذره ای، ارزانی می‌کند. برای این تکنیک یک استاندارد ISO  وجود دارد.[۳]

- تضعیف فراصوت می‌تواند برای اندازه‌گیری علم جریان و تغییر مادهٔ کششی به کار رود. روانه‌سنج صوتی‌ای (دستگاهی که سرعت جریان به ویژه جریان خون را اندازه می‌گیرد)  وجود دارند که از قانون استوک برای اندازه‌گیری چسبناکی کششی و چسبناکی حجمی به کار می‌برند.

معادلات موجی که تضعیف صوتی را در محاسبه می‌آورند می‌توانند به فرم مشتقی کسری نوشته شوند. همچنین تضعیف آکوستیک را ببینید.
در مواد همگن، مهمترین ویژگی های فیزیکی که در تضعیف صوتی دخالت دارد، چسبندگی  و رسانایی گرمایی هستند.

## ضریب تضعیف
ضرایب تضعیف برای چندی کردن واسطه (های) مختلف به کار می‌روند، مطابق با اینکه چطور دامنهٔ فراصوت منتقل شده، به عنوان تابعی از فرکانس، شدیداً کاهش می‌یابد. ضریب تضعیف (α) می‌تواند برای تعیین کل تضعیف بر حسب db در واسطه با به‌کارگیری فرمول زیر به کار برود:
{\displaystyle {\text{Attenuation}}=\alpha \left[{\frac {\text{dB}}{{\text{MHz}}\cdot {\text{cm}}}}\right]\cdot \ell [{\text{cm}}]\cdot {\text{f}}[{\text{MHz}}]}
همان‌طور که این معادله نشان می‌دهد، تضعیف علاوه بر طول واسط و ضریب تضعیف، به‌طور خطی به فرکانس پرتو فراصوت تابشی وابسته است. ضرایب تضعیف برای واسطه‌های مختلف به‌طور گسترده‌ای تغییر می‌کند. اگرچه در تصور فراصوت زیست پزشکی، مواد زیستی و آب معمول‌ترین واسطه‌های استفاده شده‌اند. ضرایب تضعیف مواد زیستی معمولی در فرکانس 1MHZ در زیر لیست شده‌اند:
| نوع ماده       | ضریب تضعیف (دسی‌بل بر مگاهرتز. سانتی‌متر) |
| -------------- | --------------------------------------- |
| جو زمین        | ۱٫۶۴ (۲۰ °C)                            |
| خون            | ۰٫۲                                     |
| استخوان غشایی  | ۶٫۹                                     |
| استخوان میله‌ای | ۹٫۹۴                                    |
| مغز            | ۰٫۶                                     |
| پستان          | ۰٫۷۵                                    |
| قلب            | ۰٫۵۲                                    |
| بافت همبند     | ۱٫۵۷                                    |
| عاج دندان      | ۸۰                                      |
| Enamel         | ۱۲۰                                     |
| چربی           | ۰٫۴۸                                    |
| کبد            | ۰٫۵                                     |
| مغز استخوان    | ۰٫۵                                     |
| عضله           | ۱٫۰۹                                    |
| تاندون         | ۴٫۷                                     |
| دستمال کاغذی   | ۰٫۵۴                                    |
| آب             | ۰٫۰۰۲۲                                  |

دو راه کلی تلفات انرژی صوتی وجود دارد: جذب و پراکندگی. برای مثال پراکندگی نور . انتشار امواج فراصوت از طریق واسطهٔ همگن فقط به جذب وابسته است و فقط می‌تواند با ضریب جذب مشخص شود . انتشار از طریق واسطهٔ نا همگن محاسبات پراکندگی را نیاز دارد. معادلات موج مشتقی کسری می‌توانند برای مدل کردن انتشار امواج صوتی کاهشی به کار روند. همچنین ببینید تضعیف صوتی و اصلاح شده را.

## تضعیف نور در آب
تشعشع موج کوتاه ساطع شده از خورشید طول موج‌هایی در طیف مرئی نور دارد که از ۳۶۰ نانومتر (بنفش) تا ۷۵۰ نانومتر (قرمز) تغییر می‌کند. وقتی که تابش خورشید به سطح دریا می‌رسد تشعشع موج کوتاه توسط آب تضعیف می‌شود؛ و شدت نور به‌طور نمایی با عمق آب کاهش می‌یابد. شدت نور در عمق می‌تواند با استفاده از قانون بیر-لامبرت - حساب شود. در آب‌های شفاف و روباز موج مرئی ابتدا در بلندترین طول موج جذب می‌شود پس طول موج‌های قرمز نارنجی و زرد در عمق‌های بیشتر آب جذب می‌شوند و طول موج‌های آبی و بنفش به عمیق‌ترین ستون آب می‌رسند. چون طول موج‌های آبی و بنفش در مقایسه با سایر طول موج‌ها دیرتر جذب می‌شوند آب‌های روباز اقیانوس با عمق آبی به چشم می‌آیند. در نزدیکی آب‌های ساحلی آب دریا شامل تعداد بیشتری از گیاهان شناور بر سطح دریا نسبت به آب‌های مرکزی شفاف می‌باشد. سبزینه رنگدانه‌هایی در گیاهان شناور نور را جذب می‌کند و گیاهان خودشان نور را پراکنده می‌کنند و آب‌های ساحلی را نسبت به آب‌های روباز کمتر شفاف می‌سازند. سبزینه، نور را در کوتاه‌ترین طول موج‌های طیف مرئی (آب و بنفش) شدیداً جذب می‌کند. در نزدیکی آب‌های ساحلی جای که تمرکز بالای گیاهان شناور وجود دارد طول موج سبز به عمیق‌ترین ستون آب می‌رسد و رنگ آب، سبز–آبی یا سبز برای ناظر ظاهر می‌شود.

## امواج مرتعش
انرژی که همراه با زمین لرزه بر یک مکان اثر می‌گذارد به فاصلهٔ دونده وابسته است. تضعیف سیگنال شدت حرکت زمین نقش مهمی را در تخمین لرزه‌های شدید احتمالی دارد. یک موج مرتعش هنگامی که در طول زمین منتشر می‌شود انرژی از دست می‌دهد (تضعیف). این پدیده با پراکندگی انرژی مرتعش با فاصله گره خورده‌است. دو نوع انرژی پراکنده وجود دارد:
1. پراکندگی هندسی ایجاد شده توسط توزیع انرژی مرتعش به حجم‌های بزرگتر.
2. پراکندگی در گرما، همچنین تضعیف ذاتی یا تضعیف غیر کشسان نامیده می‌شود.

## الکترومغناطیس
تضعیف شدت تابش موج الکترومغناطیس را به علت جذب یا پراکندگی فوتون‌ها کاهش می‌دهد. تضعیف شامل کاهش در شدت از طریق توسعه هندسی قانون مربع معکوس، نمی‌شود؛ بنابراین محاسبات کلی تغییر در شدت قانون مربع معکوس و تخمین تضعیف در طول مسیر، هر دورا، درگیر می‌کند. دلایل اصلی تضعیف در مسئله، تأثیر فوتو الکتریک، پراکندگی اجزا و انرژی‌های بالای ۱٫۰۲۲ مگاالکترون ولت فوتون، تولید جفتی می‌باشد.

## نورشناسی
تضعیف در نورشناسی فیبر که به عنوان تلفات انتقال نیز شناخته شده‌است کاهش در شدت پرتو نور (یا سیگنال) با ملاحظهٔ فاصلهٔ طی شده در طول محیط انتقال است. ضرایب تضعیف در نورشناسی فیبر به علت کیفیت نسبتاً بالای شفافیت واسطهٔ انتقال نوری مدرن معمولاً از واحدهای db/km در طول واسطه استفاده می‌کنند. واسطه معمولاً یک فیبر از شیشهٔ سیلیکا می‌باشد که پرتو تابشی را در داخل محدود می‌کند. تضعیف یک فاکتور مهم محدودکنندهٔ انتقال سیگنال دیجیتالی در فاصله‌های زیاد است؛ بنابراین تحقیق بیشتر به سمت هر دو گزینه یعنی محدود کردن تضعیف و ماکزیمم کردن تقویت سیگنال نوری رفته‌است. تحقیق تجربی نشان داده‌است که تضعیف در فیبر نوری اصولاً توسط هر دو گزینهٔ پراکندگی و جذب ایجاد می‌شود. تضعیف در نورشناسی فیبر می‌تواند با استفاده از معادله زیر تعیین شود:
{\displaystyle {\text{Attenuation (dB)}}=10\times \log _{10}\left({\frac {\text{Input intensity (W)}}{\text{Output intensity (W)}}}\right)}

## پراکندگی نور

بازتابش آینه ای

انعکاس توزیع شده

انتشار نور در طول یک فیبر نوری بر مبنای بازتاب کلی داخلی موج نور می‌باشد. سطوح زبر و نامرتب حتی در سطح مولکولی شیشه می‌توانند سبب بارتاب اشعه‌های نور در جهت‌های تصادفی بسیاری شوند. این نوع بازتاب به «بازتاب پراکنده» منسوب می‌شود و معمولاً با تنوع وسیعی از زوایای بازتاب تعیین می‌شود. بیشتر اجسامی که با چشم عادی دیده می‌شوند از طریق بازتاب پراکنده قابل رویت‌اند. اصطلاح دیگری که به‌طور عادی برای این نوع بازتاب استفاده می‌شود «پراکندگی نور» است. پراکندگی نور از سطوح اجسام مکانیزم اولیهٔ ما در مشاهدهٔ فیزیکی است. پراکندگی نور از سطوح معمولی بسیاری می‌تواند توسط بازتاب لمبرتی (واحد درخشندگی) مدل شود. پراکندگی نور به طول موج موج پراکنده شده وابسته است؛ بنابراین محدودیت‌های مقیاس‌های فضایی میدان دید به وجود می‌آیند که به فرکانس موج نوری تابشی و بعد فیزیکی (یا مقیاس فضایی) مرکز پراکندگی وابسته‌اند که معمولاً به فرم بعضی از مشخصه‌های میکرو ساختاری خاص هستند. مثلاً از آنجایی که نور مرئی دارای یک مقیاس طول موج از مرتبهٔ یک میکرومتر (یک میلیون از متر) می‌باشد مراکز پراکندگی ابعادی درمقیاس فضایی مشابه خواهند داشت؛ بنابراین تضعیف از پراکندگی بی ربط نور در سطوح داخلی و سطوح مشترک ناشی می‌شود. در موارد پلی کریستال مثل فلزات و سرامیک‌ها علاوه بر روزنه‌ها بیشتر سطوح داخلی یا سطوح مشترک به شکل مرزهای دانه‌ای هستند که نواحی کوچک نظم کریستالی را جدا می‌کنند. به تازگی نشان داده شده که وقتی که اندازه مرکز پراکندگی (یا مرزهای دانه ای) به زیر اندازهٔ طول موج نور پراکنده شده کاهش داده می‌شود پراکندگی در هیچ وسعت بزرگی رخ نمی‌دهد. این پدیده تولید مواد سرامیکی شفاف را منجر شده‌است. همچنین پراکندگی نور در فیبر شیشه‌ای نوع نوری توسط بی نظمی‌های سطح مولکولی (نوسانات ساختی) در ساختار شیشه ایجاد می‌شود. در واقع یک مکتب در حال طلوع فکر این هست که شیشه به سادگی یک مورد محدود از جسم پلی کریستالی هست. با این چارچوب حوزه‌های نمایش دهندهٔ درجات متنوعی از مرتبهٔ کوتاه برد بلوک‌های سازندهٔ فلزات و آلیاژها می‌شوند به خوبی شیشه‌ها و سرامیک‌ها. (اینکه) هر دو بین و همراه این حوزه‌ها توزیع شده‌اند از اکتشافات میکرو ساختاری هستند که موقعیت‌های ایده‌آل بیشتری را برای پراکندگی نور فراهم خواهد کرد. این پدیدهٔ مشابه به عنوان یکی از فاکتورهای محدودکننده در شفافیت قبه‌های موشک IR دیده می‌شود.

## جذب فرابنفش مقابل IR
علاوه بر پراکندگی نور، تضعیف یا کاهش سیگنال می‌تواند از طریق جذب انتخابی طول موج‌های خاص اتفاق بیفتد. در یک رفتار مشابه با مسئول نمایش رنگ، ملاحظات مواد اولیه شامل (هر دوی) الکترون‌ها و مولکول‌ها به ترتیب زیر می‌شوند:
- در سطح الکترونیک، به آب و هوایی که مدارات الکترون قرار گرفته‌اند (یا «پله‌ای شده‌اند») وابسته است، این‌طور که آن‌ها می‌توانند یک ذره از نور (یا فوتون) یک طول موج یا فرکانس خاص را در محدوده‌های نور مرئی یا فرابنفش جذب کنند. این همان چیزی است که رنگ را ایجاد می‌کند.
–در سطح اتمی یا مولکولی، به فرکانس‌های ارتعاشات اتمی یا مولکولی یا قیود شیمیایی وابسته است، چه اندازه اتم‌ها یا مولکول‌های ان سر بسته‌اند و اینکه اتم‌ها و مولکول‌ها مرتبهٔ بلند برد را نمایش می‌دهند یا خیر. این فاکتورها، ظرفیت انتقال ماده با طول موج‌های بلندتر در محدوده‌های (IR) , IR دور، رادیو و ماکروویو را تعیین می‌کنند. دریافت انتخابی مادون قرمز توسط یک مادهٔ خاص رخ می‌دهد، زیرا فرکانس انتخاب شدهٔ موج نور، با فرکانسی که (یا چند برابر انتگرال فرکانسی که) ذرات ان ماده ارتعاش می‌کنند، جور می‌شود. از آن جایی که اتم‌ها و مولکول‌ها ی متفاوت، فرکانس‌های ارتعاش متفاوتی دارند، آن‌ها به‌طور انتخابی فرکانس‌های مختلف (یا بخشی از طیف) نور فرو سرخ را جذب خواهند کرد.

## کاربردها
در فیبرهای نوری، تضعیف، نرخ کاهش شدت نور سیگنال تعریف می‌شود. به دلیل تضعیف کمتر فیبر پلاستیکی نسبت به فیبر شیشه‌ای (که تضعیف پایینی دارد) کابل‌های فیبر نوری شیشه ای برای فواصل دور ، و فیبر پلاستیکی برای فواصل کوتاه‌تر استفاده می‌شود. گاهی به دلیل تطبیق توان ارسال کننده و گیرنده، کاهش  توان ورودی و جلوگیری از آسیب گیرنده، به عمد از تضعیف‌کننده‌های نوری استفاده می شود. تضعیف نور، در اقیانوس‌نگاری فیزیکی نیز مهم است. کاربرد مهم دیگر این اثر در رادار هواشناسی است. بسته به طول موج استفاده شده در رادار، قطرات باران بخشی از پرتو ساطع شده‌ که کمابیش قابل توجه است، را جذب می‌کنند. 
با توجه به اثرات تخریبی فوتون‌های پرانرژی، در روش درمانی/تشخیصی پزشکی که با تشعشع رادیویی صورت میگیرد، مقدار انرژی جذب شده در بافت ها اهمیت زیادی پیدا می کند. علاوه بر این، تابش گاما در پرتودرمانی سرطان نیز کاربرد دارد. در اینجا اهمیت میزان دریافت انرژی در بافت توموری و بافت سالم، اهمیتی دو چندان پیدا می کند.
در گرافیک رایانه‌ای تضعیف معادل است با میزان اثر منابع نوری بر روی کاهش شدت نور شی مورد بررسی را تعریف می کند. مثل اثر تابش نور بر روی کاهش تراکم رنگ جسم مورد عکاسی. در تعریف دیگر، تضعیف، کاهش یا از دست دادن شدت هر نوع شاری در گذر از یک محیط است. به عنوان مثال، نور خورشید توسط شیشه های تیره، اشعه ایکس توسط سرب و صدا توسط آب تضعیف می شوند.
در سی‌تی اسکن، تضعیف را تراکم یا تاریکی تصویر تعریف می کنند.

## تشعشع
تضعیف یک موضوع بسیار مهم در جهان مدرن مخابرات بی‌سیم است. تضعیف، برد سیگنال‌های رادیویی را محدود می‌کند و تحت تأثیر موادی که یک سیگنال باید در طول آن‌ها (مثل هوا، چوب، باران، بتن و …) عبور کند، خواهد بود.